# Pedro de Fonseca (cardenal)
Pedro de Fonseca o Pedro Rodríguez de Fonseca (? - Vicovaro, 1422), importante diplomático, cardenal del título de Santángelo y obispo de Astorga (1414 - 1418) y de Sigüenza (1419 - 1422).

## Biografía
Al parecer portugués de origen, comenzó su carrera eclesiástica cuando es nombrado Abad de la Abadía de Valladolid, cargo con notables rentas y considerado como un paso importante hacia importantes puestos eclesiásticos (más adelante, esta abadía fue transformada en catedral por los Reyes Católicos, y Felipe II instituyó sobre ella el obispado de Valladolid).
Promovido cardenal por Benedicto XIII, el 14 de diciembre de 1412, con el título de Sant Angelo, fue uno de los tres que le abandonaron tras el requerimiento de abdicación que los prelados españoles le hicieron el 27 de diciembre de 1418 (con Carlos Jordán de Urriés y Alonso de Carrillo). Prestó obediencia a Martín V el 17 de marzo de 1419, que lo confirmó cardenal, y casi inmediatamente recibió el encargo de extirpar los núcleos de partidarios del antipapa en Castilla. Para ello, el 10 de abril fue nombrado legado del Papa en Castilla, a la vez que obispo de Sigüenza.
En agosto de 1421 volvió a Roma y fue nombrado legado en Nápoles ante el rey Alfonso V de Aragón el 27 de septiembre de 1421; inmediatamente después el Papa designó a Fonseca como legado suyo en Constantinopla, en misión nada fácil: tratar de la unión de la Iglesia Griega con la Iglesia Católica. Misión hacia la que partió desde España en 1422 y llegó a Roma en junio. Acompañó al papa en un viaje a Vicovaro donde se encontraron con el rey de Nápoles, Alfonso V de Aragón. Fonseca tropezó y cayó accidentalmente, en las escaleras del monasterio de San Cosimato, muriendo al día siguiente, 22 de agosto de 1422.
Trasladado su cadáver a Roma, fue enterrado en una tumba decorada con columnas de mármol y estatuas en la basílica del Vaticano al lado de la capilla de santo Tomás Apóstol, y de este lugar fue trasladado, en 1608, a las grutas vaticanas, entre las tumbas de Inocencio IV y Marcelo II, donde puede verse su efigie en mármol.
| Predecesor: Alfonso Gutiérrez (o Rodríguez) | Obispo de Astorga 1414 - 1418  | Sucesor: Gonzalo de Santa María      |
| Predecesor: Alonso de Argüello              | Obispo de Sigüenza 1419 - 1422 | Sucesor: Alonso Carrillo de Albornoz |